# Jason Spisak
Jason Spisak (Wilkes-Barre, 29 agosto 1973) è un attore, doppiatore, produttore cinematografico programmatore informatico specializzato in videogiochi statunitense.

## Biografia
Nato a Wilkes-Barre, Pennsylvania, Spisak ha fatto parte della Lycoris e in seguito è divenuto il fondatore della Blackchalk Productions e della casa di sviluppo per programmi videoludici Symphony OS. Nel corso della sua carriera ha inoltre lavorato come attore e doppiatore in numerosi film e serie televisive.

## Filmografia

### Attore

#### Cinema
- Piranha 3D, regia di Alexandre Aja (2010)
- Everything Must Go, regia di Dan Rush (2011)
- Locker 13, regia di Bruce Dellis, Jason Marsden, Matthew Mebane, Adam Montierth e Donovan Montierth (2014)
- Time Lapse, regia di Bradley D King (2015)
- Baja, regia di Tony Vidal (2018)
- Intersect, regia di Gus Holwerda (2020)

#### Televisione
- NCIS - Unità anticrimine (NCIS) - serie TV, episodio 7x15 (2010)
- Lie to Me - serie TV, episodio 3x04 (2010)
- The Vampire Diaries - serie TV, episodio 4x19 (2013)
- Project Mc2 - serie TV, 3 episodi (2015)

### Doppiatore

#### Anime
- Lisa e Seya, un solo cuore per lo stesso segreto (Saint Tail) - anime, 15 episodi (1995)
- Initial D - anime, 26 episodi (1998)
- Dinozaurs - anime, episodio 1x19 (2000)
- s-CRY-ed - anime, 26 episodi (2001)
- Zatch Bell! - anime, 23 episodi (2003-2005)
- Disk Wars: Avengers - anime, 27 episodi (2014)
- Gli Avengers del futuro - anime, 2 episodi (2017)
- Pacific Rim - La zona oscura (Pacific Rim: The Black) - anime, 3 episodi (2021)
- Blade Runner: Black Lotus - anime, 11 episodi (2021)

#### Cinema
- Piuma, il piccolo orsetto polare (Der kleine Eisbär) - film d'animazione (2001)
- Digimon: Diaboromon Strikes Back - film d'animazione (2005)
- Tiger & Bunny - film d'animazione (2013)
- JLA Adventures: Trapped in Time - film d'animazione (2014)
- Scooby-Doo! e il tesoro del Cavaliere Nero (LEGO Scooby-Doo! Knight Time Terror) - film d'animazione (2015)
- Batman: Bad Blood - film d'animazione (2016)
- LEGO DC Comics Super Heroes: Justice League – Cosmic Clash - film d'animazione (2016)
- LEGO DC Comics Super Heroes: Justice League – Gotham City Breakout - film d'animazione (2016)
- Pup Star - film d'animazione (2016)
- Teen Titans: The Judas Contract - film d'animazione (2017)
- LEGO DC Comics Super Heroes: The Flash - film d'animazione (2018)
- Scooby-Doo e il Fantasma Rosso (Scooby-Doo! and the Gourmet Ghost) - film d'animazione (2018)
- Batman: Hush - film d'animazione (2019)
- LEGO DC Batman: Family Matters - film d'animazione (2019)

#### Televisione
- Rocket Power - E la sfida continua... (Rocket Power) - serie animata, 22 episodi (1999-2004)
- Transformers: Robots in Disguise - serie animata, 39 episodi (2000)
- I Rugrats da grandi (All Grown Up!) - serie animata, episodio 2x03 (2004)
- Le tenebrose avventure di Billy e Mandy (The Grim Adventures of Billy & Mandy) - serie animata, episodio 4x13 (2005)
- Squirrel Boy - serie animata, 6 episodi (2006-2007)
- Ben 10 - serie animata, episodio 4x06 (2007)
- Phineas e Ferb (Phineas and Ferb) - serie animata, episodio 2x59 (2010)
- Star Wars: The Clone Wars - serie animata, 8 episodi (2010-2012)
- Young Justice - serie animata, 44 episodi (2010-2019)
- Green Lantern: The Animated Series - serie animata, 23 episodi (2011-2013)
- Avengers Assemble - serie animata, 9 episodi (2013-2016)
- Guardiani della Galassia (Guardians of the Galaxy) - serie animata, 3 episodi (2015-2018)
- Transformers: Robots in Disguise - serie animata, 2 episodi (2016)
- The Powerpuff Girls - serie animata, 11 episodi (2016-2018)
- Uncle Grandpa - serie animata, episodio 5x15 (2017)
- Spider-Man - serie animata, 9 episodi (2017-2019)
- Screechers Wild - serie animata, 32 episodi (2018)
- DC Super Hero Girls - serie animata, 17 episodi (2019-in corso)
- Arcane - serie animata, 9 episodi (2021)
- Teen Titans Go! - serie animata, episodio 7x04 (2021)
- Blade Runner: Black Lotus - serie animata, 4 episodi (2021-in corso)

#### Videogiochi
- Vampire: The Masquerade - Redemption (2000)
- Rocket Power: Beach Bandits (2002)
- SOCOM II: U.S. Navy SEALs (2003)
- Xenosaga Episode II: Jenseits von Gut und Böse (2004)
- Tony Hawk's Underground 2 (2004)
- Zatch Bell! Mamodo Battles (2005)
- SOCOM 3: U.S. Navy SEALs (2005)
- Dead Rising (2006)
- Xenosaga Episode III (2006)
- Zatch Bell! Mamodo Fury (2006)
- SOCOM U.S. Navy SEALs: Combined Assault (2006)
- Rogue Galaxy (2007)
- SOCOM: Confrontation (2008)
- Dissidia Final Fantasy (2009)
- Mafia II (2010)
- Valkyria Chronicles II (2010)
- Cabela's Dangerous Hunts 2011 (2010)
- Fallout: New Vegas (2010)
- Dissidia 012 Final Fantasy (2011)
- Operation Flashpoint: Red River (2011)
- Resistance 3 (2011)
- Final Fantasy XIII-2 (2012)
- Uncharted: L'abisso d'oro (Uncharted: Golden Abyss) (2012)
- The Exiled Realm of Arborea (2012)
- Guild Wars 2 (2012)
- The Last of Us (2013)
- Ben 10: Omniverse 2 (2013)
- Young Justice: Legacy (2013)
- Lightning Returns: Final Fantasy XIII (2014)
- La Terra di Mezzo: L'ombra di Mordor (Middle-earth: Shadow of Mordor) (2014)
- The Crew (2014)
- Final Fantasy Type-0 HD (2015)
- LEGO Jurassic World (2015)
- Mad Max (2015)
- LEGO Marvel's Avengers (2016)
- Mighty No. 9 (2016)
- LEGO Star Wars: Il risveglio della Forza (Lego Star Wars: The Force Awakens) (2016)
- Batman: The Telltale Series (2016)
- World of Final Fantasy (2016)
- Final Fantasy XV (2016)
- La Terra di Mezzo: L'ombra della guerra (Middle-earth: Shadow of War) (2017)
- Dissidia Final Fantasy NT (2018)
- Spider-Man (2018)
- LEGO DC Super-Villains (2018)
- Darksiders III (2018)
- Anthem (2019)
- Sekiro: Shadows Die Twice (2019)
- Rage 2 (2019)
- Fortnite (2019)
- Days Gone (2019)
- Marvel: La Grande Alleanza 3 - L'Ordine Nero (Marvel: Ultimate Alliance 3 - The Black Order) (2019)
- Doom Eternal (2020)
- DC Super Hero Girls: Teen Power (2021)
- Ratchet & Clank: Rift Apart (2021)
- Call of Duty: Mobile (2021)

## Doppiatori italiani
Nelle versioni in italiano delle opere in cui ha recitato, Jason Spisak è stato doppiato da:
- Giulio Pierotti in NCIS - Unità anticrimine

Nei prodotti a cui partecipa come doppiatore, in italiano è stato sostituito da:
- Massimo Di Benedetto in Zatch Bell!, Rocket Power - E la sfida continua...
- Alessandro Conte in Spider-Man, Spider-Man 2
- Giorgio Melazzi in Vampire: The Masquerade - Redemption
- Luca Sandri in Uncharted - L'abisso d'oro
- Davide Garbolino in Mafia II
- Dario Agrillo in Darksiders III (Morte)[4]
- Francesco Rizzi in Darksiders III (Abadon)[4]
- Paolo Sesana in Darksiders III (Lust)[4]
- Claudio Moneta in Green Lantern: The Animated Series
- Daniele Raffaeli in Young Justice
- Davide Perino in Transformers: Robots in Disguise
- Gabriele Patriarca in Star Wars: The Clone Wars
- Matteo Brusamonti ne La Terra di Mezzo: L'ombra della guerra
- Massimo Triggiani in LEGO DC Super Villains
- Andrea Oldani in Days Gone
- Guido Di Naccio in Arcane
- Luca Ghignone in Squirrel Boy
- Alessandro Germano in Redfall
- Roberto Accornero in Doom Eternal [5]
- Simone D'Andrea in Death Stranding